# Саят (Туркменістан)
Саят (туркм. Saýat) — місто в Лебапському велаяті на сході Туркменістану. Населення 20491 осіб (2009).

## Географія
Розташований на лівому березі Амудар'ї в 47 км на південний схід від Туркменабада. Через Саят проходить автошлях Туркменабад - Керкі.

## Історія
За радянських часів був селищем міського типу центром Саятського району Чарджоуської області Туркменської РСР. Діяв бавовноочисний завод. Статус селища міського типу із 1939 року. З 2016 - місто.